# Гетероауксин
Гетероаукси́н (β-индолилуксусная кислота) — вещество группы ауксинов, производное индола, фитогормон, стимулятор роста растений.
Химическое вещество высокой физиологической активности, образующееся в растениях и влияющее на ростовые процессы (так называемый гормон роста). Один из наиболее широко распространённых ауксинов.

## История
Впервые выделен в 1934 из культуры плесневых грибов и других микроорганизмов немецким химиком Фрицем Кёглем с сотрудниками, позднее обнаружен и у высших растений.

## Получение
В растениях образуется из аминокислоты триптофана в листьях, а затем перемещается в растущие стебли и корни растений, где окисляется и переходит в деятельное состояние.
Гетероауксин можно получить синтетически путём взаимодействия индола и гликолевой кислоты в присутствии основания под действием высокой температуры:
Также его можно получить гидролизом индолил-3-ацетонитрила (который, в свою очередь, можно получить взаимодействием грамина с цианидами щелочных металлов), реакцией  синтеза индолов по Фишеру, реакцией индола с диазоуксусным эфиром, окислением индолил-3-пировиноградной кислоты и другими методами.
Сравнительная простота его синтеза способствовала изучению действия гетероауксина на растительный организм, а также применению в растениеводстве, например для ускорения образования корней при размножении растений черенками (часто используют в сочетании с витаминами С и группы В). В зависимости от вида и степени одревеснения черенкуемого растения дозы гетероауксина колеблются от 50 до 200 мг/л.

## Использование
Физиологическая роль гетероауксина в растениях настолько разнообразна, что и по сей день не выяснена во всех деталях.
Помимо стимуляции растяжения клеток растений, гетероауксин влияет и на многие другие процессы. Под его действием интенсифицируется деление клеток. Известно, что процесс опадения листьев контролируется гетероауксином: перед опадением его приток из листа в черешок сильно сокращается. Обработка черешка гетероауксином предотвращает опадение. Особенно сложны механизмы регуляции гетероауксином процессов цветения и плодоношения. Он влияет на пол образующегося цветка, на рост и формирование пыльцевой трубки.
Установлено также, что рост плодов стимулируется гетероауксином, образующимся в семенах и поступающим оттуда в ткань плода. Если семена удалить, рост плода прекращается, однако он опять возобновится после того, как плодовая ткань начнет получать гетероауксин искусственным путём.
Некоторые эффекты гиббереллинов опосредованы через стимуляцию ими образования гетероауксина.
Современные представления об организации рецепторных систем гетероауксина, характере инициируемых его взаимодействием с этими рецепторами процессов в растительной клетке довольно ограниченны.
Гетероауксин, в малых концентрациях стимулирующий рост растений, в больших оказывается его ингибитором.